# Văn phòng Interpol Việt Nam
Văn phòng Interpol Việt Nam trực thuộc Văn phòng Cơ quan Cảnh sát điều tra, Bộ Công an Việt Nam. Trước đây Văn phòng Interpol trực thuộc Tổng cục Cảnh sát. Cơ quan này thực hiện chức năng cơ quan đầu mối trong hợp tác quốc tế phòng, chống tội phạm của Lực lượng Công an nhân dân nói chung và Lực lượng Cảnh sát Việt Nam nói riêng trong hợp tác với Tổ chức Cảnh sát Hình sự quốc tế (INTERPOL), Tổ chức Cảnh sát các nước Đông Nam Á (ASEANAPOL) và các cơ quan thực thi pháp luật của các nước thành viên INTERPOL trong công tác phòng ngừa, đấu tranh chống tội phạm xuyên quốc gia, tội phạm có tính quốc tế liên quan đến Việt Nam theo quy định của Bộ trưởng Bộ Công an và Điều lệ của các tổ chức nói trên, phù hợp với pháp luật và thông lệ quốc tế.

## Lịch sử
Ngày 4 tháng 11 năm 1991, trong phiên họp đầu tiên của Kỳ họp Đại hội đồng INTERPOL lần thứ 60 tại thành phố Punta del Este, Uruguay, Đại hội đồng INTERPOL đã chính thức thông qua đơn xin gia nhập Tổ chức của Bộ Nội vụ (nay là Bộ Công an) Việt Nam với đa số phiếu tán thành. Lực lượng Cảnh sát Việt Nam đã chính thức trở thành thành viên thứ 156 của Tổ chức INTERPOL, mở ra một cơ chế hợp tác đa phương về thực thi pháp luật trên phạm vi rộng nhất từ trước đến nay. (Ngày 4/11 là ngày truyền thống của Lực lượng INTERPOL Việt Nam).
Trước yêu cầu thực tiễn của công tác đấu tranh phòng chống tội phạm xuyên quốc gia, tội phạm có yếu tố nước ngoài tại Việt Nam, ngày 28/5/1993, Bộ trưởng Bộ Nội vụ đã ký Quyết định thành lập Văn phòng INTERPOL Việt Nam trực thuộc Tổng cục Cảnh sát (nay là Tổng cục Cảnh sát phòng chống tội phạm).
Ngày 17 tháng 9 năm 2014, Văn phòng Interpol Việt Nam thuộc Tổng cục Cảnh sát được hợp nhất với Vụ Hợp tác quốc tế thuộc Bộ Công an trở thành Cục Đối ngoại trực thuộc Bộ Công an.

## Lãnh đạo hiện nay
- Chánh Văn phòng: Thiếu tướng Trần Duy Thanh

## Chánh Văn phòng qua các thời kỳ
- Trần Duy Thanh, Thiếu tướng[3]
- Đặng Xuân Khang, Thiếu tướng (2014), Chánh Văn phòng (2009-2013)